# Trophonopsis keepi
Trophonopsis keepi är en snäckart som först beskrevs av Strong och Leo George Hertlein 1937.  Trophonopsis keepi ingår i släktet Trophonopsis och familjen purpursnäckor. Inga underarter finns listade i Catalogue of Life.